# William Bruynincx
William Raimond Amélie Marie Joseph Bruynincx (Dendermonde, 21 april 1912 - 10 november 1989) was een Belgisch politicus voor de CVP.

## Levensloop
Hij was de zoon van volksvertegenwoordiger Léon Bruynincx. Bruynincx promoveerde tot doctor in de rechten aan de Universiteit van Gent en was daarna van 1939 tot 1948 beroepshalve advocaat, waarna hij notaris werd. Tijdens de Tweede Wereldoorlog vocht hij in mei 1940 mee tijdens de Achttiendaagse Veldtocht, waarbij hij ernstig gekwetst raakte.
Na de oorlog werd hij politiek actief voor de CVP en zetelde voor deze partij van 1946 tot 1949, van 1950 tot 1954 en van 1957 tot 1958 voor het arrondissement Dendermonde in de Kamer van volksvertegenwoordigers. Van 1946 tot 1952 en van 1958 tot 1972 was hij tevens gemeenteraadslid van Dendermonde, waar hij van 1965 tot 1971 burgemeester was.
Sinds 2006 is een deel van het stadspark te Dendermonde naar hem vernoemd.